# باربارا ساهاکیان
باربارا ساهاکیان (انگلیسی: Barbara Sahakian؛ زادهٔ ۱۷ مارس ۱۹۵۲) استاد عصب روان‌شناسی بالینی در بخش روان‌پزشکی و شورای تحقیقات پزشکی (MRC) / مؤسسه رفتاری و علوم اعصاب بالینی ولکام تراست در دانشگاه کمبریج و همچنین یک روان‌شناس بالینی افتخاری در بیمارستان آدنبروک، کمبریج است. او در زمینه‌های روان‌پزشکی شناختی، اخلاق عصبی، روان‌شناسی عصبی، روان‌پزشکی عصبی و تصویربرداری عصبی شهرت بین‌المللی دارد.
ساهاکیان یکی از اعضای کلر هال، کمبریج و در حال حاضر رئیس انجمن بین‌المللی اخلاق اعصاب (INS) و یکی از بنیانگذاران آن است. او رئیس سابق انجمن بریتانیا برای داروسازی روانی (BAP) بوده که از سال ۲۰۱۲ تا ۲۰۱۴ به عنوان رئیس این مؤسسه خدمت کرده است.

## تحصیل
ساهاکیان دکترای خود را در روان‌فارماکولوژی در کالج داروین کمبریج در بخش روان‌شناسی دانشگاه کمبریج به پایان رساند. به دنبال آن ساهاکیان در دیپلم روان‌شناسی بالینی تحصیل کرد و روان‌شناس خبره شد.
ساهاکیان بیشتر به خاطر تحقیقاتش در زمینه تقویت شناختی با استفاده از درمان‌های دارویی، تشخیص زودهنگام بیماری آلزایمر، رابطه شناخت و افسردگی و عصب‌اخلاق شناخته شده است. پژوهش‌های او با هدف درک پایه‌های عصبی اختلالات شناختی، عاطفی و رفتاری انجام می‌شود تا درمان‌های دارویی و روانشناختی مؤثرتری توسعه یابد.
تمرکز اصلی آزمایشگاه او بر موارد زیر است: تشخیص زودرس اختلالات عصبی-روان‌پزشکی، تشخیص افتراقی، مطالعات اثبات مفهوم با استفاده از داروهای تقویت‌کننده شناختی و تمرینات شناختی
ساهاکیان در تحقیقات خود از تکنیک‌هایی مانند روان درمانی، عصب روانشناختی و تصویربرداری عصبی (fMRI و PET) استفاده می‌کند. زمینه‌های تحقیقاتی کلیدی برای گروه او عبارتند از بیماری آلزایمر، اختلال کمبود توجه و بیش فعالی (ADHD)، اختلال وسواس فکری جبری (OCD)، سوء مصرف مواد، افسردگی و شیدایی.
در سال ۲۰۰۷، ساهاکیان نگرانی‌های خود را در مورد اخلاقیات استفاده از داروهایی که برای کمک به بیماران مبتلا به زوال عقل و آلزایمر را برای تقویت عملکرد شناختی در افراد سالم مطرح کرد. ساهاکیان در ماه می ۲۰۱۴ مقاله ای با موضوع دستیابی به سلامت مغز برای یک جامعه شکوفا در دهه آینده منتشر و در این مقاله، او فهرستی از متخصصان از طیف وسیعی از زمینه‌ها، از جمله علوم اعصاب، نوآوری و فناوری را درج کرد. از ساهاکیان خواسته شد که این مقاله را برای سر جان بدینگتون، مشاور ارشد علمی دولت بریتانیا بنویسد.
ساهاکیان بیش از ۴۰۰ مقاله با پوشش این موضوعات در مجلات علمی منتشر کرده است، از جمله انتشارات بسیاری در مجلات علمی و پزشکی معتبر ساینس، نیچز، نیچر نوروساینس، The Lancet , و مجله پزشکی بریتانیا. او دستیار ویراستار طب روان‌شناسی است. پایگاه داده ISI وب آو ساینس به مقالات او با شاخص اچ (h) ۱۰۰ اعتبار می‌دهد.
علاوه بر ریاست انجمن روان‌داروشناسی بریتانیا (BAP) و انجمن بین‌المللی علوم اعصاب (INS)، ساهاکیان عضو شورای کالج بین‌المللی نوروسایکوفارماکولوژی (CINP) و هیئت بازبینی کالج اروپایی نوروسایکوفارماکولوژی (ECNP) نیز هست. او همچنین استاد وابسته در کالج امپریال لندن و پژوهشگر ارشد در مرکز اخلاق عملی اوهیرو آکسفورد می‌باشد.
پیش از این، ساهاکیان در فاصله سال‌های ۲۰۰۶ تا ۲۰۱۰ عضو هیئت مدیره شورای تحقیقات پزشکی در علوم اعصاب و سلامت روان (MRC) و عضو کمیته زنان در علوم اعصاب انجمن علوم اعصاب (SfN) بود. به تازگی نیز مؤسسه سلطنتی بریتانیا در مقاله‌ای نام باربارا ساهاکیان را در فهرست برجسته‌ترین زنان دانشمند جهان قرار داده است.